# Cathryn Clüver Ashbrook

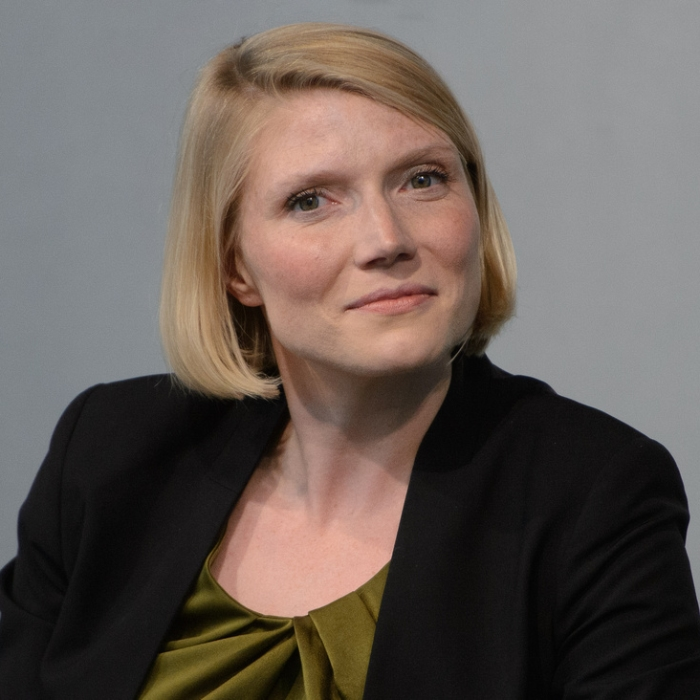
Cathryn Clüver Ashbrook (undatiert)

Cathryn Clüver Ashbrook (* 24. April 1976 in Wiesbaden als Cathryn Ann Clüver) ist eine deutsch-US-amerikanische Politologin. Sie leitete das Future of Diplomacy Project an der Harvard Kennedy School, war Direktorin der Deutschen Gesellschaft für Auswärtige Politik und arbeitet heute für die Bertelsmann Stiftung zu Europas Zukunft.

## Ausbildung
Cathryn Clüver wuchs in Wiesbaden auf. Nach dem Abitur an der Gutenbergschule studierte sie von 1995 bis 1999 an der Brown University. Dabei spezialisierte sie sich auf internationale Beziehungen und französische Sprach- und Kulturgeschichte.
2001 wechselte Clüver für das Masterstudium in Europäischer Politik (European Studies) an die London School of Economics and Political Science. 2008 bis 2010 folgte ein weiteres Masterstudium der Öffentlichen Verwaltung (Master of Public Administration) an der Harvard Kennedy School. Sie war Hauser Fellow und erhielt den Donald K. Price Award.

## Berufliche Laufbahn
Clüver startete ihre Laufbahn im Jahr 1999 als Fernsehjournalistin für CNN International in Atlanta und London. Von 2003 bis 2005 war sie im Management Board des European Policy Centres. Dort übernahm sie unter anderem die redaktionelle Verantwortung für die politische Vierteljahresschrift („Challenge Europe“). Später arbeitete sie unter anderem für die Unternehmensberatung Roland Berger in Hamburg, Paris, Shanghai und Peking.
2010 gründete Clüver mit dem US-Diplomaten R. Nicholas Burns ein Forschungsprogramm zur Zukunft der Außenpolitik (Future of Diplomacy Project) an der Harvard Kennedy School. Sie hatte elf Jahre dessen Leitung inne. Von 2011 bis 2017 leitete sie zudem ein Forschungsprogramm zu Indien und Südostasien, ab 2018 übernahm sie am Belfer Center for Science and International Affairs der Harvard Kennedy School zudem die Leitung und Entwicklung einer Abteilung für die Forschung zu Europa und den transatlantischen Beziehungen.

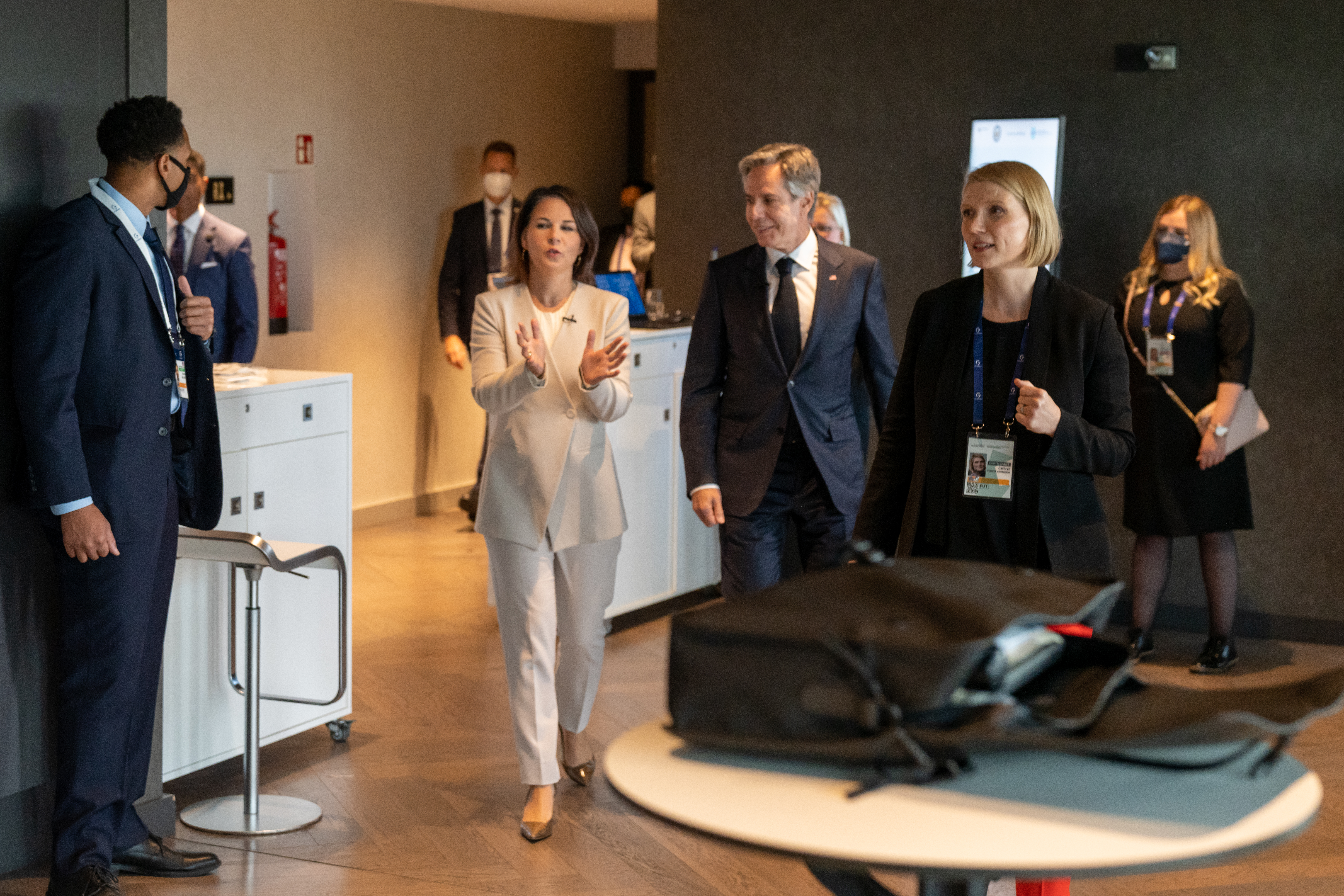
Clüver Ashbrook (2. v. r.) mit den Außenministern Annalena Baerbock und Antony Blinken in Münster (2022)

2021 wurde Clüver Ashbrook an die Spitze der Deutschen Gesellschaft für Auswärtige Politik (DGAP) berufen. Als geschäftsführende Direktorin trat sie die Nachfolge von Daniela Schwarzer an und leitete eine Modernisierung des Think-Tanks ein. Unter anderem machte sie feministische Außenpolitik zu einem zentralen Arbeitsfeld. Aufgrund „unterschiedlicher Auffassungen zur künftigen strategischen Ausrichtung“ gab sie die Position bei der DGAP nach acht Monaten  wieder auf.
Seit 2021 ist Clüver Ashbrook Mitglied des Beirats des Unternehmens Monarch, welches sich mit Fragen der Demokratiesicherung, Informationssicherheit bei komplexen Datenlagen sowie Methoden zur Nachverfolgung von Betrug und Korruption befasst. Gegründet wurde das Unternehmen u. a. von Stefan Kirsten, Sandro Gaycken und Benjamin Rohé. Neben ihr sind u. a. Mitglieder des Beirats Peter R. Neumann, Tom Enders und Gerhard Schindler.
2022 wechselte Clüver Ashbrook zur gemeinnützigen Bertelsmann Stiftung. Als Senior Advisor ist sie Mitglied im Führungskreis und leitet unter anderem das Deutsch-Amerikanische Zukunftsforum. In den Medien wird sie als Expertin für transatlantische Beziehungen wahrgenommen.

## Wissenschaftliche Expertise
Clüver Ashbrook ist Expertin für transatlantische Außen- und Handelspolitik und forscht zu Netzwerkentwicklung in der internationalen Systemarchitektur, unter anderem zum Einfluss von Technologie und datengestützten Systemen auf außenpolitische Akteure und Handlungsspielräume.
Ein weiterer Schwerpunkt ihrer Forschung ist die wachsende Rolle von Städten im internationalen System, besonders deren netzwerkgestütztes Handeln in der Bekämpfung transnationaler Herausforderungen, insbesondere dem Klimawandel, Pandemien und Terrorismus.
Clüver Ashbrooks Forschungsarbeit wurde mit einem Eisenhower Fellowship und einem Truman Project Fellowship ausgezeichnet. Sie ist Teil des Wissenschaftlichen Beirats des Progressiven Zentrums, Non-Resident Fellow am Global Public Policy Institute, im Advisory Council der European Capital of Democracy und Alumna der Young Leader der Münchener Sicherheitskonferenz.

## Privates
Cathryn Clüver heiratete 2017 den amerikanischen Journalisten und Podcast-Moderator Tom Ashbrook.